# Superpuchar Albanii w koszykówce mężczyzn
Superpuchar Albanii w koszykówce mężczyzn – mecz koszykówki rozgrywany pomiędzy zespołami mistrza Albanii oraz zdobywcy Pucharu Albanii. Odbywa się na początku rozgrywek zasadniczych ligi albańskiej, od 1999 roku.

## Finaliści Superpucharu Albanii
pogrubienie – oznacza mistrza Albanii

| Sezon     | Zwyciężczynie                              | Wynik                                      | 2. miejsce                                 |
| --------- | ------------------------------------------ | ------------------------------------------ | ------------------------------------------ |
| 1998/1999 | BC Vllaznia                                | 80–78                                      | Dinamo                                     |
| 1999/2000 | BC Dinamo                                  | 61–50                                      | SK Tirana                                  |
| 2000/2001 | SK Tirana                                  | bd                                         | BC Vllaznia                                |
| 2001/2002 | BC Dinamo                                  | bd                                         | SK Tirana                                  |
| 2002/2003 | SK Tirana                                  | 80–73                                      | Dinamo                                     |
| 2003/2004 | BC Valbona                                 | 80–74                                      | SK Tirana                                  |
| 2004/2005 | BC Valbona                                 | 71–55                                      | Dinamo                                     |
| 2005/2006 | BC Valbona                                 | 87–80                                      | Dinamo                                     |
| 2006/2007 | BC Valbona                                 | 90–74                                      | SK Tirana                                  |
| 2007/2008 | PBC Tirana                                 | 100–56                                     | BC Valbona                                 |
| 2008/2009 | SK Tirana                                  | 99–90                                      | Studenti                                   |
| 2009/2010 | PBC Tirana                                 | 90–62                                      | BC Valbona                                 |
| 2010/2011 | SK Tirana                                  | 81–73                                      | Studenti                                   |
| 2011/2012 | PBC Tirana                                 | 103–89                                     | BC Kamza Basket                            |
| 2012/2013 | BC Kamza Basket                            | 80–71                                      | PBC Tirana                                 |
| 2013/2014 | BC Kamza Basket                            | 90–81                                      | BC Vllaznia                                |
| 2014/2015 | BC Kamza Basket                            | 67–58                                      | BC Vllaznia                                |
| 2015/2016 | BC Kamza Basket                            | 67–64                                      | BC Vllaznia                                |
| 2016/2017 | PBC Tirana                                 | 85–59                                      | BC Vllaznia                                |
| 2017/2018 | Teuta Durrës                               | 78–77                                      | PBC Tirana                                 |
| 2018/2019 | Teuta Durrës                               | 86–85                                      | SK Tirana                                  |
| 2019/2020 | Sezon odwołano z powodu pandemii COVID-19. | Sezon odwołano z powodu pandemii COVID-19. | Sezon odwołano z powodu pandemii COVID-19. |
| 2020/2021 | BC Teuta                                   |                                            |                                            |
| 2021/2022 | Teuta Durrës                               | 113–108                                    | PBC Tirana                                 |
| 2022/2023 | BC Teuta                                   | 84–80                                      | PBC Tirana                                 |

## Puchary według klubu
| Zespół       | Lp. |
| ------------ | --- |
| Tirana       | 8   |
| Teuta        | 5   |
| Valbona      | 4   |
| Kamza Basket | 4   |
| Dinamo       | 2   |
| Vllaznia     | 1   |